# Ellitticità

Un cerchio di raggio a compressa per formare una ellisse.

Una sfera di raggio a compressa per formare un ellissoide di rotazione.

L'ellitticità (appiattimento o schiacciamento, indicato con la lettera f, iniziale del termine inglese flattening) di uno sferoide oblato definisce lo schiacciamento dei poli dello sferoide rispetto al suo equatore; una sfera ha un valore di ellitticità pari a 0, mentre un disco possiede un valore prossimo ad 1, ma mai uguale ad esso.
Un pianeta, o comunque qualunque altro corpo celeste di forma sferoidale, in rotazione tende ad assumere un aspetto schiacciato, a causa della forza centrifuga, responsabile anche del rigonfiamento equatoriale.

## Definizione
Ci sono differenti varianti di ellitticità o appiattimento; nel caso sia necessario evitare confusione, la prima variante viene indicata come prima ellitticità.
Da un punto di vista strettamente matematico, la (prima) ellitticità è definita come:
{\displaystyle f={\frac {a-b}{a}}=1-\cos(o\!\varepsilon )=2\sin ^{2}\left({\frac {o\!\varepsilon }{2}}\right)={\mbox{versin}}(o\!\varepsilon ),}
dove {\displaystyle a} e {\displaystyle b} sono rispettivamente i raggi equatoriale e polare del corpo, {\displaystyle o\!\varepsilon } è l'eccentricità angolare (definita come {\displaystyle o\!\varepsilon =\arcsin e}, dove {\displaystyle e} è l'eccentricità; oppure equivalentemente come {\displaystyle o\!\varepsilon =\arccos {\frac {b}{a}}}) e {\displaystyle {\mbox{versin}}} è il senoverso.
Il grado di ellitticità dipende da diversi fattori, come:
- la relazione tra la forza di gravità e la forza centrifuga;
- le dimensioni e la densità del corpo;
- la sua rotazione e la sua elasticità.

Nel caso di un corpo fluido a densità uniforme, si ha un'approssimazione in funzione della costante di gravitazione universale, {\displaystyle G}, del periodo di rotazione {\displaystyle T} e della densità {\displaystyle \rho }:
{\displaystyle f\approx {\frac {3\pi }{2GT^{2}\rho }}.}
Esiste anche un'ellitticità di secondo grado, {\displaystyle f'} (designata talvolta anche {\displaystyle n}), che è la tangente al quadrato della metà dell'eccentricità angolare:
{\displaystyle f'={\frac {a-b}{a+b}}={\frac {1-\cos(o\!\varepsilon )}{1+\cos(o\!\varepsilon )}}=\tan ^{2}\left({\frac {o\!\varepsilon }{2}}\right).}

## Ellitticità dei corpi celesti
Tutti i corpi celesti presentano un certo grado di ellitticità. La Terra, ad esempio, possiede un'ellitticità nel WGS84 di 1:298,257223563, che corrisponde ad una differenza tra il raggio equatoriale e il raggio polare di circa 21,385 km (0,335%), impercettibile dallo spazio; il Sole possiede un'ellitticità di 1:1000, la Luna di circa 1:900. Al contrario, Giove e Saturno possiedono un'ellitticità elevata, rispettivamente di 1:16 ed 1:10, tanto che risulta visibile già con un piccolo telescopio amatoriale.